# Л'Аква (Пистоја)
Л'Аква је насеље у Италији у округу Пистоја, региону Тоскана.
Према процени из 2011. у насељу је живело 4 становника. Насеље се налази на надморској висини од 602 м.